# Alex Burns
Alexander H. Burns (né le 5 octobre 1977 à New York) est un acteur américain. Il est connu pour son rôle (Dave) dans le film de 2004 Garden State,.